# Stella Benson
Stella Benson (6 de enero de 1892 - 7 de diciembre de 1933) fue una feminista, novelista, poeta y escritora de viajes inglesa; receptora de la Medalla Benson.

## Biografía
Benson fue hija de Ralph Beaumont Benson (1862-1911), un miembro de la nobleza terrateniente, y Caroline Essex Cholmondeley en Easthope, Shropshire en 1892. La tía de Stella, Mary Cholmondeley, era una novelista muy conocida. Stella padeció de diversas enfermedades durante su infancia y el resto de su vida. Cuando cumplió seis años, ella y su familia, radicada en Londres, ya se habían mudado con frecuencia. Pasó parte de su infancia en escuelas de Alemania y Suiza. Comenzó a escribir un diario a la edad de 10 años y lo mantuvo durante toda su vida. Cuando comenzó a escribir poesía, sus padres se separaron. Posteriormente, su contacto con su padre fue escaso. Cuando se encontró con él, este le aconsejó dejar de escribir poesía por el momento, hasta que fuera mayor y tuviera más experiencia. No hizo caso de este consejo, sino que aumentó su producción literaria, añadiendo novelas a su repertorio. Cuando murió su padre, se enteró de que había sido alcohólico.
Benson pasó el invierno de 1913-14 en las Indias Occidentales, lo que le proporcionó material para su primera novela, I Pose (1915). Viviendo en Londres, se involucró en el sufragio femenino, al igual que sus parientes mayores. Durante la Primera Guerra Mundial, apoyó a las tropas haciendo jardinería y ayudando a mujeres pobres en el East End de Londres en la Charity Organization Society . Estos esfuerzos inspiraron a Benson a escribir las novelas This Is the End (1917) y La casa de los solitarios (1919). La casa de los solitarios es una novela de fantasía sobre una mujer cuya vida es transformada por una bruja. También publicó su primer volumen de poesía, Twenty, en 1918.
Benson luego decidió que quería ver mundo y dejó Inglaterra para viajar a los Estados Unidos en junio de 1918. Después de escalas en Nueva York, Pensilvania, New Hampshire y Chicago, donde en el camino conoció a varios escritores estadounidenses, entre ellos Bertha Pope y Harriet Monroe, se fue a vivir con Bertha Pope a Berkeley . En Berkeley y San Francisc,o desde diciembre de 1918 hasta diciembre de 1919, participó en una comunidad bohemia que incluía a Albert Bender, Anne Bremer, Witter Bynner, Sara Bard Field, Charles Erskine Scott Wood y Marie de Laveaga Welch. Aceptó un trabajo en la Universidad de California como tutora y luego como lectora editorial para la prensa universitaria. Sus experiencias en California inspiraron su siguiente novela, The Poor Man (1922).
En 1920, viajó a China, donde trabajó en una escuela misionera y en un hospital, y conoció al que sería su marido, James (Shaemas) O'Gorman Anderson, un oficial Anglo-Irlandés del Servicio de Aduanas Marítimas de China (CMCS), y más tarde padre de Benedict Anderson y Perry Anderson. Se casaron en Londres al año siguiente. Esta fue una relación compleja, pero muy firme. Benson siguió a Anderson a través de varios puestos en la Aduana, incluidos Nanning, Pakhoi y Hong Kong a pesar de que sus escritos sobre China a veces la pusieron en desacuerdo con el liderazgo de HM Revenue and Customs .

### Trabajos posteriores
La escritura de Benson continuó, aunque ninguna de sus obras es muy conocida hoy en día. A Pipers and a Dancer (1924) y Goodbye, Stranger (1926) les siguieron otro libro de ensayos de viajes, Worlds Within Worlds, y la historia El hombre que perdió el autobús en 1928. Su obra más famosa, la novela La novia lejana, se publicó por primera vez en Estados Unidos en 1930 y como Tobit Transplanted en Gran Bretaña en 1931. Ganó el premio Femina Vie Heureuse para escritores ingleses en 1932. A esto le siguieron dos colecciones de cuentos de edición limitada, Esperanza contra la esperanza (1931), de las cuales 670 fueron impresas y firmadas, y Fórmula navideña (1932). En 1931 recibió la Medalla Benson en reconocimiento a sus contribuciones a la literatura durante toda su vida.
Benson fue amiga de Winifred Holtby y, a través de ella, de Vera Brittain. Los efectos de la noticia de la muerte de Benson en ambas mujeres se recuerdan en el segundo volumen de la autobiografía de Brittain, cuyo primer volumen es el más conocido Testament of Youth (1933). Virginia Woolf también conoció a Benson y anotó en su diario después de su muerte: «Un sentimiento curioso: cuando muere una escritora como Stella Benson, su respuesta disminuye; El aquí y el ahora no serán iluminados por ella: su vida disminuirá.' También era amiga de Naomi Mitchison, quien dedicó a Benson un capítulo de su propia autobiografía You May Well Ask, con extensas citas de su correspondencia con Benson en los años 1920 y principios de los 1930.
La última novela inacabada de Benson, Mundos, y su selección personal de sus mejores poemas, Poemas, se publicaron póstumamente en 1935. Sus Historias completas se publicaron en 1936.
Según George Malcolm Johnson, "Stella Benson tenía una habilidad única para combinar fantasía y realidad, especialmente evidente en sus novelas anteriores y en sus cuentos. Su humor travieso y su ingenio perverso, frecuentemente dirigido hacia un final satírico, enmascaraban una compasión subyacente. Las novelas y las historias de Benson (especialmente las posteriores, más realistas) a menudo tratan cuestiones sociales graves y reflejan sus tribulaciones como mujer del siglo XX: apoyar el sufragio femenino, presenciar la tragedia de la Primera Guerra Mundial y vivir en un entorno colonial hostil y volátil... A pesar de su tratamiento muy moderno e irónico del tema de los individuos perdidos, aislados y alienados en situaciones extrañas y aterradoras, no ha atraído mucha atención crítica contemporánea y merece una reevaluación".
Murió de neumonía el 7 de diciembre de 1933, en Hạ Long, en la provincia vietnamita de Tonkin. Inmediatamente después de su muerte, su marido depositó sus diarios en la biblioteca de la Universidad de Cambridge. Casi 50 años después, estuvieron disponibles y Joy Grant los utilizó para escribir una biografía de ella.

## Obras
- I Pose (Londres: Macmillan, 1915), novela
- Este es el fin (Londres: Macmillan, 1917), novela
- Veinte (Londres: Macmillan, 1918), poemas
- Living Alone (Londres: Macmillan, 1919), novela
- Kwan-yin (San Francisco: AM Bender, 1922), poema
- The Poor Man (Londres: Macmillan, 1922), novela
- Pipers and a Dancer (Londres: Macmillan, 1924), cuentos
- The Little World (Londres: Macmillan, 1925), viajes
- El despertar (San Francisco: The Lantern Press, 1925), historia
- Adiós, extraño (Londres: Macmillan, 1926), novela
- El hombre que perdió el autobús (Londres: Elkin Matthews & Marrot, 1928), cuento
- Mundos dentro de mundos (Londres: Macmillan, 1928), viajes
- Tobit Transplanted (Londres: Macmillan, 1930; título estadounidense The Far-Away Bride ), novela
- Esperanza contra la esperanza y otras historias (Londres: Macmillan, 1931), historias
- Fórmula navideña y otras historias (Londres: William Jackson, 1932), cuentos
- Pull Devil, Pull Baker (Londres: Macmillan, 1933), novela
- Historias recopiladas (Londres: Macmillan, 1936), historias
- Mundos (Londres: Macmillan, 1935), novela (inconclusa)
- Poemas (Londres: Macmillan, 1935)
- El isleño del desierto (Harcourt: Nueva York, 1945), novela corta

## Traducciones al español
- La casa de los solitarios (Living Alone). Traducción de Lucho Tapia. Barcelona, Libros de la vorágine 2023.
- La novia lejana (The faraway Bride / Tobit Transplanted). Traducción de Mario Ortega. Barcelona, Libros de la vorágine 2025.